# 克雷文號驅逐艦 (DD-70)
克雷文號驅逐艦（舷號DD-70），後更名為康威號，轉交予英國後更名為劉易斯號，是一艘美國海軍建造的驅逐艦，為考德威爾級驅逐艦的二號艦。她是美軍第一艘以克雷文為名的軍艦，以紀念美墨戰爭及美國內戰時期的海軍軍官突尼斯·克雷文（Tunis Craven）。
克雷文號在1917年於諾福克海軍造船廠開始建造，在1918年下水服役，其時美國已參與第一次世界大戰。接著克雷文號被派往法國及愛爾蘭海域，掩護協約國船隻。戰後克雷文號留在加勒比海巡航，在1922年退役。1939年克雷文號更名為康威，紀念美國內戰時拒絕向南軍降旗的海軍軍官威廉·康威（William Conway），並在1940年重返現役。稍作整修後，康威號根據租借法案，於同年轉交英國皇家海軍，更名為劉易斯號，以東薩塞克斯郡郡治劉易斯（Lewes）為名。第二次世界大戰期間，劉易斯號分別在歐洲、地中海及印度洋作護航軍艦，後調到太平洋充當訓練靶艦。1945年劉易斯號在悉尼退役除籍，並出售拆解，殘存艦體則拖到外海鑿沉。